# Health Services Union
Die Health Services Union (HSU) ist eine Gewerkschaft mit etwa  70.000 Mitgliedern auf allen Gebieten des Gesundheitswesens in Australien, die 1991 gegründet wurde. Der Sitz der Health Services Union of Australia befindet sich in Melbourne und sie ist Mitglied in der gewerkschaftlichen Dachorganisation in Australien, dem Australian Council of Trade Unions.

## Mitglieder und Aktivitäten
Mitglieder dieser Gewerkschaft sind Ärzte, Krankenschwestern und weitere Angestellte, wie Physiotherapeuten, Radiologen, Angestellte im Ambulanzwesen, Manager und Hilfskräfte.
Die HSU führte in jüngster Zeit Kampagnen zur Gesundheitsvorsorge, zu Lohnerhöhungen und verbesserten Beförderungsstrukturen, Zahnbehandlung, Verbesserung der Krankheitsbehandlung und Rehabilitation durch.

## Geschichte
1911 gab es in Australien zwei Gewerkschaften, die die Interessen derjenigen vertraten, die in Krankenhäusern arbeiteten, die Hospital and Asylum Attendants and Employees Union of Australia (HDAEA) in Victoria und die Hospital and Asylum Employees' Union (HEA) in New South Wales.
Die Gewerkschaft in Victoria änderte 1914 ihren Namen in Hospital Dispensary and Asylum Employees' Union of Australia und von 1924 an, fand eine Ausweitung ihrer gewerkschaftlichen Aktivitäten auf andere australische Bundesstaaten statt. Am 26. Mai 1922 gründete sich eine weitere Gewerkschaft in Victoria, die Hospital Employees Association. Beide Gewerkschaften hatten Mitglieder in Victoria und New South Wales.
1930 fusionierten die beiden Gewerkschaften zur Hospital, Dispensary and Asylum Employees' and Allied Government Officers' Federation of Australia. Ihren Namen änderte die Gewerkschaft 1946 und schließlich 1959 in Hospital Employees' Federation of Australia (HEF). Die HEF weitete sich 1961 auf Tasmanien aus und 1986 wurden angestellte  Wissenschaftler im Gesundheitswesen, Therapeuten und Apotheker in die Gewerkschaft aufgenommen.
In New South Wales gab es seit 1947 die Hospital Employees' Association of NSW, die sich 1965 The Health and Research Employees Association (HREA) umnannte.
Nach einer Mitgliederbefragung im Juli 1990 fusionierte die Hospital Employees' Federation of Australia und The Health and Research Employees Association auf ihrem Nationalkongress vom 7. bis 8. Februar 1991 zur Health Service Union.